# Casper's Scare School
Casper's Scare School (br: A Escola de Susto do Gasparzinho) é um filme de computação gráfica de 2006 com Gasparzinho, o fantasminha camarada. Foi produzido pela The Harvey Entertainment Company e lançado pela Classic Media, estreando em 20 de outubro de 2006. Tem uma série de TV de mesmo nome lançada em 2009, além de um vídeogame de mesmo nome.

## Sinopse
Gasparzinho se matricula em uma escola para aprender a lidar com o seu lado mau e se tornar uma assombração realmente assustadora, mas o Fantasminha Camarada acaba descobrindo que o ambicioso dono da escola tem um plano secreto para dominar o mundo. Desenho totalmente produzido por computação gráfica.

## Elenco
- Devon Werkheiser - Garparzinho, Sombra do Gasparzinho, Good Dragon
- Matthew Underwood - Thatch
- Billy West - Fatso, Figurehead
- Dan Castellaneta - Stretch
- John DiMaggio - Stinky, Frankengymteacher
- Kevin Michael Richardson - Kibosh
- James Belushi - Alder
- Bob Saget - Dash
- Kendre Berry - Ra
- Christy Carlson Romano - Mantha
- Maurice LaMarche - Pirata, Thurdigree Burns
- Debi Derryberry - Banana Lady, History Teacher, Harpy
- Pat Fraley - Narrator, Scare Center Host #1, Werewolf, Wolfie
- Scott Menville - Scare Center Host #2, Pumpkinhead, Pool Guy, Brainiac
- Brett Delbuono - Jimmy
- Jason Harris - Coach, Flyboy, Gargoyle, Skinny Ghost
- Candi Milo - Mickey
- Nika Futterman - Monaco
- Kevin McDonald - Beaky the Parrot
- Terri Douglas - Drip, Fishboy
- John Kassir - P.A. Voice
- Phyllis Diller - Aunt Spitzy
- Captain & Tennille - Murray and Belle, Alder and Dash's "Ankle" (Aunt + Uncle = Ankle)